# Royal Canadian Mint

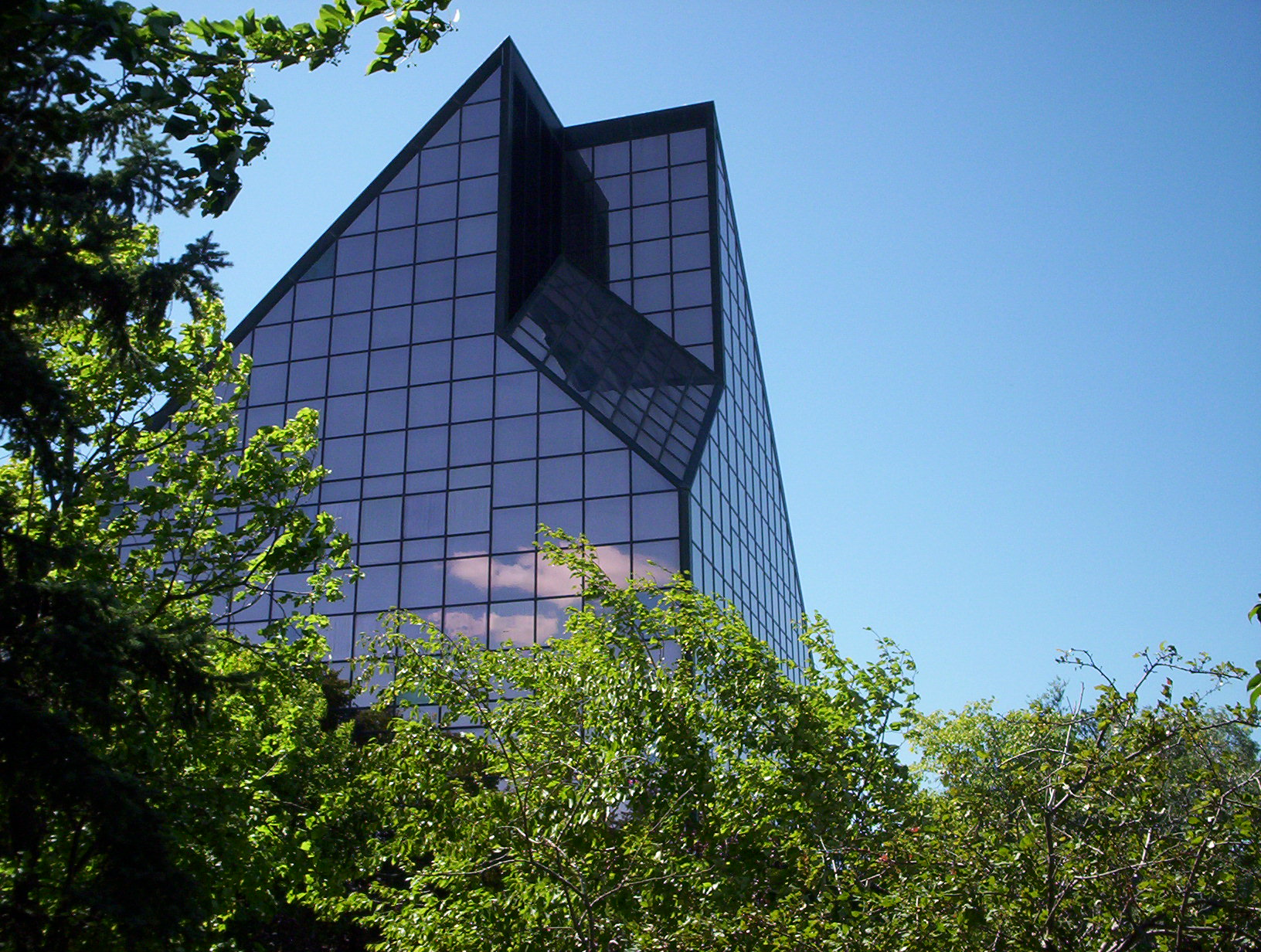

De Royal Canadian Mint of Monnaie royale canadienne is het nationale munthuis van Canada. De Koninklijke Canadese Munt werd opgericht in Ottawa op 2 januari 1908 (toen als onderdeel van de Britse Royal Mint); op deze productieplek worden de verzamelmunten geslagen. In 1976 werd een nieuwe muntfabriek geopend in Winnipeg, die alle circulatiemunten slaat. De Canadese Munt slaat de munten van de Canadese dollar en ook munten voor andere landen. Het Royal Canadian Mint Museum stelt munten tentoon.